# Friona (Texas)
Friona es una ciudad ubicada en el condado de Parmer en el estado estadounidense de Texas. En el Censo de 2010 tenía una población de 4.123 habitantes y una densidad poblacional de 1.137,07 personas por km².

## Geografía
Friona se encuentra ubicada en las coordenadas 34°38′22″N 102°43′23″O / 34.63944, -102.72306. Según la Oficina del Censo de los Estados Unidos, Friona tiene una superficie total de 3.63 km², de la cual 3.63 km² corresponden a tierra firme y (0 %) 0 km² es agua.

## Demografía
Según el censo de 2010, había 4.123 personas residiendo en Friona. La densidad de población era de 1.137,07 hab./km². De los 4.123 habitantes, Friona estaba compuesto por el 71,09 % blancos, el 1,24 % eran afroamericanos, el 1,09 % eran amerindios, el 0,29 % eran asiáticos, el 0,49 % eran isleños del Pacífico, el 23,02 % eran de otras razas y el 2,79 % pertenecían a dos o más razas. Del total de la población el 69,9 % eran hispanos o latinos de cualquier raza.